# Ormyrus longicornis
Ormyrus longicornis är en stekelart som beskrevs av Boucek 1969. Ormyrus longicornis ingår i släktet Ormyrus och familjen kägelglanssteklar. Inga underarter finns listade i Catalogue of Life.